# Jean Broc
Pour les articles homonymes, voir Broc.
Jean Broc né le 16 décembre 1771 à Montignac (Dordogne) et mort en 1850 à Lopatyn un lieu dans la région historique Galicie appartenant à l'empire d'Autriche et aujourd'hui en Ukraine) est un peintre français.
Artiste de l'école néoclassique, il est un des membres du groupe des Barbus.

## Biographie
Jean Broc est né le 16 décembre 1771 à Montignac, son enfance et sa jeunesse sont entourées de mystère. Les premières informations certaines sur sa vie concernent son service militaire dans l'armée républicaine pendant la guerre de Vendée. Après sa libération du service militaire, il devient élève de Jacques-Louis David dès fin 1797, dans l'atelier duquel il fait partie du groupe des « Barbus » ou « Penseurs », ou « Primitifs ».
On raconte que Broc était très fier de son talent et il semble que David, agacé par l'attitude du jeune homme, l'ait réprimandé en ces termes : « Tu te crois consacré par le génie ; mais, attention, la génie ne pousse pas tout seul dans la tête, il faut le cultiver… Sache que tu n'es pas encore un homme de génie ! »
Toute cette confiance en soi n'épargnait pas au peintre un mode de vie marqué par de fréquentes incertitudes financières, et c'est probablement pour cette raison qu'il partageait occasionnellement avec les frères Joseph-Boniface et Jean-Pierre Franque le petit appartement du palais du Louvre que les jumeaux louaient à David. Broc, l'un des plus anciens élèves de David, tente d'établir des contacts utiles avec les personnes fortunées et les critiques amis du maître de l'époque, et se bat pour obtenir une certaine reconnaissance. 
Il quitte l'atelier de David avant 1801 et loge à cette date rue de l'Observance, renonçant à suivre la plupart des autres Primitifs qui, après avoir été invités par le maître à quitter son atelier, s'étaient installés dans le monastère en ruine de la Visitation de Sainte-Marie, à Chaillot, pour rechercher la pureté primitive de l'esprit par la méditation intérieure et le culte de l'Orient et de la Bible. Cette tentative est plutôt infructueuse puisqu'il reçoit à deux reprises un prix d'encouragement après avoir participé au Salon en 1800 et 1801. Il expose au Salon jusqu'en 1833.
Il présente au Salon de 1800 L'École d'Apelle (Paris, musée du Louvre), œuvre qui devient le manifeste du groupe des Barbus. Au Salon de l'année suivante, il expose La Mort d'Hyacinthe (Poitiers, musée Sainte-Croix), autre manifeste esthétique des Primitifs. Il reçoit par la suite quelques commandes officielles, dont un Portrait du maréchal Soult en 1805 pour le salon des Maréchaux du palais des Tuileries.
En 1806, il épouse à Paris Marie Sophie Havard.
En 1814, il donne des cours de dessin et compte parmi ses élèves Guillaume Bodinier (1795-1872). Entre 1820 et 1823, il réalise des dessins sur le thème de Paul et Virginie pour des papiers peints gravés par Mader et imprimés par Dufour, appelés tableaux-tentures. 
Sa fille Aline épouse, en 1836 à Paris, le général polonais Józef Dwernicki. 
Le succès de Jean Broc diminuera à l'approche de sa mort, qui survient vers 1850 en Galicie, où sa fille s'était installée.

## Son œuvre
Jean Broc représente l'officialisation de la rébellion à travers sa tentative d'introduire les idées des Barbus dans les cercles artistiques officiels, mal accueillie et non comprise par les critiques mais toujours sous l'attention de l'élite intellectuelle de l'époque.
La manière de peindre de Broc illustre la recherche esthétique de l'ensemble du groupe Barbus auquel il appartenait : une peinture linéaire, dépourvue d'ombres, caractérisée par l'utilisation d'une palette claire et tonale. À travers ces deux tableaux exposés au Salon de 1801, Broc offre au spectateur une vision introspective de l'état d'esprit chagrin des protagonistes de ses toiles en évoquant au pinceau leurs humeurs larmoyantes.
L'intention première dans les thèmes de ses œuvres était de se distinguer d'un monde désormais divisé entre une culture d'instruction morale et une production banale et quotidienne d'images. Broc a dû se distinguer en poursuivant la doctrine de la supériorité de l'art dit primitif, à la recherche d'une pureté dont l'essence réside dans l'admiration pour Homère, Ossian et la Bible.
Son art subit l'influences de la peinture de vase grecque et de la peinture primitive italienne, dont la redécouverte s'était déjà répandue au XVIIIe siècle lors de la naissance du néoclassicisme. Il est également influencé par la Renaissance italienne, notamment par Botticelli et le Pérugin, et par son contemporain Pierre-Paul Prud’hon.

## Salons
- 1800 : L'École d'Apelle, huile sur toile, 350 × 450 cm (Paris, musée du Louvre[4],[1]). L'œuvre devient le manifeste du groupe des Barbus. Le tableau rappelle L'École d'Athènes de Raphaël, de la disposition spatiale du tableau à l’architecture, en passant par les attitudes et les caractéristiques des visages des personnages. Les critiques du Salon estimèrent que l'œuvre plagiait Raphaël, la décrivirent comme superficielle et dépourvue d'attrait émotionnel.
- 1801 : Le Naufrage de Virginie ; La Mort d'Hyacinthe (Poitiers, musée Sainte-Croix).
- 1806 : Mort du général Desaix. 14 juillet 1800, château de Versailles.
- 1810 : Renaud et Armide.
- 1814 : La Mort d'Hyacinthe ; Renaud et Armide.
- 1817 : Portrait d'un garde national à cheval.
- 1819 : La Mort de Virginie ; La Magicienne consultée (Bayeux, musée Baron-Gérard). Une réplique ou une copie de cette œuvre est conservée au musée des Beaux-Arts de Béziers et une autre au musée Garinet de Châlons-en-Champagne.
- 1833 : Les Envoyés de Dieu (Yvré-l'Évêque, église Saint-Germain).

## Liste d'œuvres
| Tableau | Titre                                                               | Date               | Dimensions   | Notes                                                                         | Lieu de conservation                  |
| ------- | ------------------------------------------------------------------- | ------------------ | ------------ | ----------------------------------------------------------------------------- | ------------------------------------- |
|         |                                                                     |                    |              |                                                                               |                                       |
|         | L'École d'Apelle                                                    | 1800               | 350 × 450 cm |                                                                               | Paris, musée du Louvre                |
|         | Ulysse chez les Phéaciens, ou Le Lancement du disque (ancien titre) | entre 1800 et 1805 | 612 x 750 cm | Attribution                                                                   | Dijon, musée Magnin                   |
|         | Mort du général Desaix. 14 juillet 1800                             | 1806               | 322 × 450 cm |                                                                               | Versailles, musée national du château |
|         | La Magicienne consultée ou La bonne aventure                        | 1819               | 90 × 116 cm  | Acheté par le roi Louis XVIII, imprimé en lithographie                        | Bayeux, musée Baron-Gérard            |
|         | La France triomphante                                               | 1831               |              |                                                                               | localisation inconnue                 |
|         | La Révolution de 1830                                               | 1835               |              |                                                                               | localisation inconnue                 |
|         | La Paix et la Justice                                               | vers 1837          |              |                                                                               | Valence, musée d'Art et d'Archéologie |
|         | La Justice entourée d'enfants et d'animaux symboliques              | 1850-1851          |              | Inachevé à la mort du peintre, sa fille Mme Dwernicka a demandé à le terminer | localisation inconnue                 |

### Œuvres décoratives
- Les Monuments de Paris, 1814, papier peint panoramique en 30 lés, dessiné pour la manufacture Dufour.
- Paul et Virginie, 1823, papier peint panoramique en 23 lés, camaïeu de gris, dessiné pour la manufacture Dufour.

## Réception critique

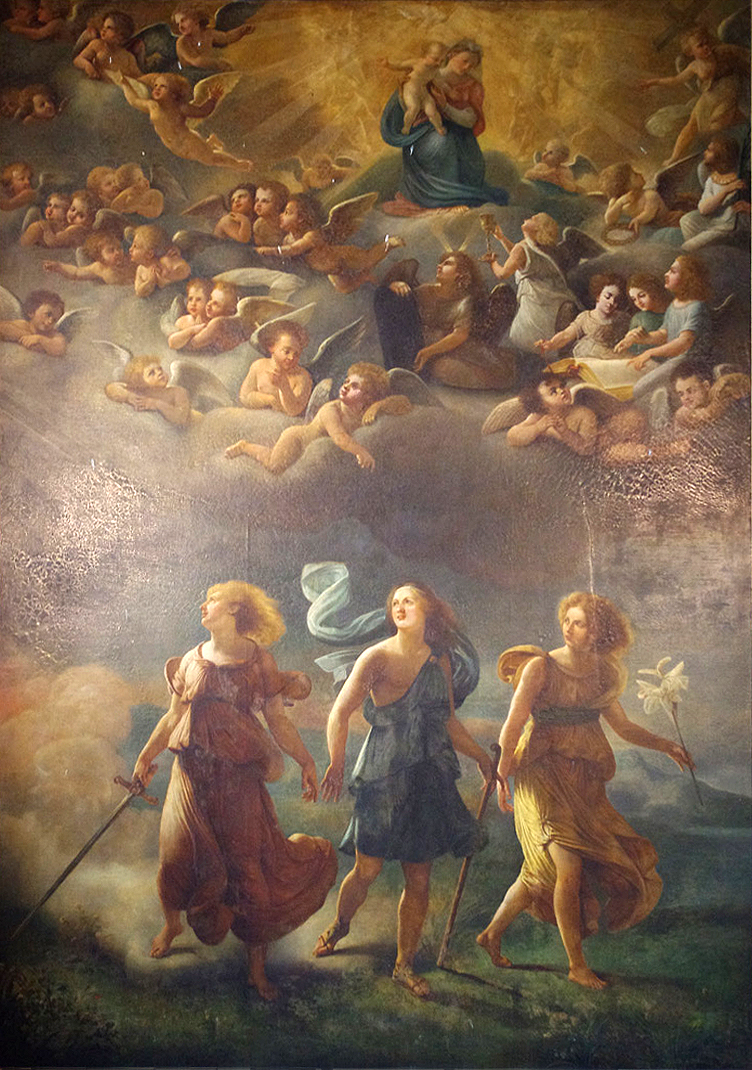
Les Envoyés de Dieu (1833), église Saint-Germain, Yvré-l'Évêque. (Achat auprès du général Demarçay).

Au départ, l'œuvre de Broc n'a pas été comprise et appréciée par le public et la critique : 
Malgré une mention honorable officielle, La Mort d'Hyacinthe est qualifié de « défraîchi ». Les visiteurs sont dérangés par le primitivisme de Broc et le critique du Moniteur universel remarque que le tableau est « plus bizarre qu'original ».
Les Envoyés de Dieu connaît en revanche un grand succès au Salon de 1833. Selon une coutume habituelle des salonniers, Auguste Jal fait parler des visiteurs imaginaires commentant les œuvres exposées, nous avons ici un ultra Romain, un homme aux lunettes, un petit vieillard, une marquise. Après avoir discuté d’un tableau de Guichard, ce groupe se dirige vers Les Envoyés de Dieu — qu'ils appellent ici Les Anges — de Jean Broc : 

« Le petit Vieillard. – Ce n’est pas mal dessiné assurément ; mais si M. Guichard, que je crois un jeune homme, avait pu apprendre à dessiner chez M. David avec nous, il serait autrement élégant et correct. Tenez, si vous voulez voir le sentiment de notre école élevé à sa dernière puissance, voyez les Anges de Broc.
Le groupe fait quelque pas à gauche.
La Marquise. – Nous demandions tout à l’heure ce que signifiait la scène de M. Guichard ; c’est bien de ceci qu’on peut demander ce que cela veut dire.
Le Vieillard. – C’est Dieu, sous la figure de trois archanges : Gabriel, qui représente la prophétie ; Raphaël, qui représente la bienfaisance, et Michel la force. L’idée est très ingénieuse, comme vous voyez.
L’Homme aux lunettes. – Un peu trop subtile, pour être bien comprise.
L’Ultra-Romain. – La pensée ne me fait rien. Je vois en ces trois anges trois figures. Qu’ils marchent sur le terrain du paradis terrestre ou sur le tapis vert de Versailles, peu m’importe, ils sont sans pureté de forme, sans précision de silhouette, sans grandeur ; voila  tout ce qui me frappe. Allez voir notre divin Raphaël !
Le Vieillard.- Monsieur est de l’école de Ingres, sans doute.
L’Ultra-Romain.- Mais, je m’en flatte.
Le Vieillard.- Oh ! alors il n’y a pas d’espoir de vous faire revenir.
L’Ultra-Romain.- Non, pas à propos de cette grande galette, toujours.
Le Vieillard- Un des plus beaux morceaux de l’école de David !
L’Ultra-Romain.- Tant pis pour elle.
Le Vieillard.- L’ouvrage d’un homme consciencieux qui le fait depuis dix ans peut-être.
(plus loin…)
Le petit Vieillard. – Mais, monsieur, savez-vous bien que Broc, dont vous traitez si cavalièrement une œuvre remarquable, a eu beaucoup de renommée ?
L’Ultra-romain. – J’irai chanter sous sa fenêtre : « Vous étiez ce que vous n’êtes plus ; vous n’étiez pas ce que vous êtes. »

— Auguste Jal, Les Causeries du Louvre : Salon de 1833, pp. 199-200.

## Élèves
- Guillaume Bodinier (1795-1872)